# طلاق به سبک ایتالیایی
طلاق به سبک ایتالیایی (به ایتالیایی: Divorzio all'italiana) یک فیلم کمدی ایتالیایی که در ۱۹۶۱ توسط پیِترو جرمی کارگردانی شده است. فیلمنامه فیلم توسط انیو دِ کونچینی نوشته شده است که براساس رمانی به نام Un delitto d'onore از جووانی آپرینو است.

## خلاصه داستان
دون فردیناندو، نجیب زاده‌ای که دلش پیش دختری زیبا گیر کرده، اما همسر لوس و خسته کننده‌اش، مانعی برای رسیدن او به دختر مورد علاقه‌اش است. دون فردیناندو که از همسرش متنفر است تصمیم می‌گیرد او را به شکلی از سر راه بردارد. راه‌های مختلفی برای این کار وجود دارد، اما بهترین راهی که قانون هم بر آن صحه می‌گذارد، گرفتن آتویی از زن است و …